# Diocesi di Ariaratia
La diocesi di Ariaratia (in latino Dioecesis Ariarathiensis) è una sede soppressa del patriarcato di Costantinopoli e sede titolare della Chiesa cattolica.

## Storia
Ariaratia, identificabile con Pınarbaşı (già Aziziye), nel distretto omonimo, in Turchia, è un'antica sede episcopale della provincia romana dell'Armenia Seconda nella diocesi civile del Ponto. Faceva parte del patriarcato di Costantinopoli ed era suffraganea dell'arcidiocesi di Melitene.
La diocesi è documentata nelle Notitiae episcopatuum del patriarcato fino al XII secolo.
A questa sede Le Quien assegna il vescovo Aurelio di Riditio, morto a Milano attorno al 475 e a cui fu dedicato un epitaffio, secondo il quale «Aurelio fu deposto lo stesso giorno del santo pontefice confessore Dionigi di Milano». L'epitaffio non riporta alcuna indicazione cronologica, ma lascia intendere che Aurelio fu sepolto nello stesso luogo dove si trovavano i resti del vescovo milanese. A partire da questo testo sorse poi una leggenda, attestata dalla Vita S. Aurelii posteriore alla prima metà del IX secolo, che legò i due personaggi, Dionigi e Aurelio, rendendoli contemporanei (IV secolo).
Apparteneva di certo alla sede di Ariaratia il vescovo Acacio, documentato in cinque occasioni: sottoscrisse, verso la fine del 431, la lettera sinodale dell'arcivescovo Massimiano di Costantinopoli diretta al clero della diocesi di Tenedo per annunciare la deposizione del loro vescovo Anastasio; prese parte al sinodo del 448 convocato a Costantinopoli dal patriarca Flaviano per condannare il monaco Eutiche; partecipò poi ai concili di Efeso nel 449 e di Calcedonia nel 451; infine sottoscrisse la lettera dei vescovi dell'Armenia Seconda all'imperatore Leone (458) in seguito all'uccisione del patriarca alessandrino Proterio.
Ariaratia è annoverata tra le sedi vescovili titolari della Chiesa cattolica; la sede finora non è mai stata assegnata.

## Cronotassi dei vescovi greci
- Acacio † (prima del 431 - dopo il 458)
- Aurelio ? † (? - circa 475 deceduto)